# Phare de Vallauris
Le phare de Vallauris est situé sur la commune de Vallauris (Alpes-Maritimes).

## Historique
Pour améliorer l'accès aux passes d'entrées à Golfe-Juan et pour éviter les passes de la Fourmigue situées au milieu du golfe Juan, il est décidé de construire un phare en 1886.
Le premier phare d'une hauteur de 17 mètres est édifié en bord de mer, à Golfe-Juan, en 1900.
Malheureusement, fondé sur un sol sablonneux en bordure du vallon de Barraya, le phare s'incline d'une manière inquiétante.
Il est décidé en 1922 de déplacer le phare pour l'installer sur la colline de Vallauris. La décision ministérielle pour la nouvelle implantation est prise le 25 octobre 1922.

## Phare actuel
Le phare est situé au no 1068 boulevard des Horizons, sur la « colline de la Maure ». Il surplombe la rade de Golfe-Juan. Placé au milieu de la végétation exotique et des villas il se fait discret et reste assez méconnu des riverains. Grâce à cette implantation en hauteur, son foyer est placé à 167 m au-dessus du niveau de la mer, ce qui en fait le phare le plus haut d’Europe.
Le phare a été inscrit monument historique par arrêté du 19 septembre 2012,,.